# Ramblones
Ramblones es una localidad de la provincia argentina de Catamarca, perteneciente al Departamento La Paz.
La localidad se ubica en la falda sudoeste de la sierra de Ancasti. Se accede a través de las RP 13 o RP 7.

## Geografía

### Población
Cuenta con 68 habitantes (Indec, 2010), lo que representa un leve descenso del 1 % frente a los 69 habitantes (Indec, 2001) del censo anterior.
| Gráfica de evolución demográfica de Ramblones entre 1991 y 2010 |
|                                                                 |
| Fuente: Censos nacionales del INDEC                             |

### Sismicidad
La sismicidad de la región de Catamarca es frecuente y de intensidad baja, y un silencio sísmico de terremotos medios a graves cada 30 años en áreas aleatorias. Sus últimas expresiones se produjeron:
- 21 de marzo de 1892 (133 años), a las 1.45 UTC-3 con 6,0 Richter; como en toda localidad sísmica, aún con un silencio sísmico corto, se olvida la historia de otros movimientos sísmicos regionales (terremoto de Recreo de 1892)
- 21 de octubre de 1966 (58 años), a las 12.39 UTC-3 con 5,0 Richter
- 3 de noviembre de 1973 (51 años), a las 14.17 UTC-3 con 5,8 Richter: además de la gravedad física del fenómeno se unió el olvido de la población a estos eventos recurrentes
- 7 de septiembre de 2004 (20 años), a las 8.53 UTC-3, con una magnitud aproximadamente de 6,5 en la escala de Richter (terremoto de Catamarca de 2004)[1]